# Elettra ungherese
Tragedia in lingua ungherese, o Elettra ungherese (Tragoedia magyar nyelven, az Sophocles Electrájából), è una tragedia di Péter Bornemisza (nome latino Abstemius, Pest, 22 febbraio 1535 – Rárbok, primavera del 1584), una versione dell'Elettra di Sofocle ambientata in terra ungherese nel 1558.
Bornemisza trae spunto per la sua opera da una traduzione di Coriolano Martirano. L'autore adatta la vicenda alla situazione politica ungherese del suo tempo. Nella storia della letteratura ungherese è il dramma più importante del secolo XVI, il periodo della Riforma protestante.
Dell'opera si è persa traccia fino al 1923, quando fu ritrovata tra altre cinque opere latine nella Biblioteca di Gotha e mandarono per signore Zoltán Ferenczy all'Ungheria. La tragedia è stata adattata al teatro moderno da Zsigmond Móricz.

## Edizioni
- in. Humanisták és prédikátorok (Szentendre, Interpopulart, 1993. Populart füzetek, ISSN 1216-8661; 11., ISBN 963-8069-69-4